# Ron Anderson
Ronald Gene "Ron" Anderson (Chicago, Illinois, 15 de octubre de 1958) es un exbaloncestista estadounidense que jugó diez temporadas en la NBA además de hacerlo en la liga francesa, la liga israelí, la CBA y la USBL. Con 2,00 metros de estatura, lo hacía en la posición de alero. Es el padre del actual jugador Ron Anderson Jr.

## Trayectoria deportiva

### Universidad
Tras pasar dos años en el Community College de Santa Bárbara, jugó durante dos temporadas con los Bulldogs de la Universidad Estatal de California, Fresno, en las que promedió 16,9 puntos, 5,9 rebotes y 2,1 asistencias por partido. En 1983 ganó junto con su equipo el National Invitation Tournament, derrotando en la final a la Universidad DePaul, siendo elegido mejor jugador del torneo.

### Profesional
Fue elegido en la vigésimo séptima posición del Draft de la NBA de 1984 por Cleveland Cavaliers, donde fue uno de los últimos hombres del banquillo para su entrenador, George Karl, apareciendo nada más que en 36 partidos, en los que promedió 5,8 puntos y 2,4 rebotes. Poco después de comenzada la temporada 1985-86 fue traspasado a Indiana Pacers a cambio de una cuarta ronda del draft del 87. Esa temporada consiguió duplicar su número de minutos en pista, siendo incluso titular en 27 partidos, actuando principalmente de sexto hombre. sus estadísticas subieron hasta los 10,4 puntos y 4,1 rebotes por partido.
Jugó dos temporadas más con los Pacers, aunque fue perdiendo protagonismo. En 1988 fue traspasado a Philadelphia 76ers a cambio de los derechos sobre Everette Stephens. en los Sixers de Jim Lynam consiguió la continuidad que le había faltado hasta entonces, saliendo mayoritariamente desde el banquillo pero jugando más de 30 minutos por partido en su primera temporada. Acabó siendo el tercer mejor anotador del equipo, tras Charles Barkley y Mike Gminski, con 16,2 puntos por partido, a los que añadió 5,0 rebotes, completando su mejor temporada como profesional.
Jugó cinco años más con los Sixers a un buen nivel, aunque ya en la temporada 1992-93, con 34 años, bajó su rendimiento. Al año siguiente su equipo renunció a sus derechos, firmando como agente libre por New Jersey Nets, pero apenas jugó 11 partidos antes de ser despedido. Viéndose sin equipo, fichó con los Rochester Renegade de la CBA hasta que los Washington Bullets le firmaron un contrato por 10 días, que fue ampliado 10 más, jugando 10 partidos en los que promedió 5,2 puntos y 2,7 rebotes.
En 1994 decide continuar su carrera en la liga francesa, fichando por el Montpellier, consiguiendo esa temporada, ya con 36 años, ser el máximo anotador de la liga, promediando 25,5 puntos por partido. Al año siguiente ficha por uno de los grandes del baloncesto europeo, el Maccabi Tel Aviv, pero una lesión de rodilla lo aparta a los pocos partidos del equipo. Regresa a su país, fichando por los Atlantic City Seagulls de la USBL, consiguiendo ser incluido en el segundo mejor quinteto de la competición.
Al año siguiente vuelve al baloncesto francés, fichando por el Le Mans Sarthe Basket, promediando 18,6 puntos y 5,5 rebotes. Participa en el All-Star y se convierte en el ganador del concurso de triples. Tras un breve paso por el Elitzur Maccabi Netanya, vuelve a Francia, al ASPO Tours de la Pro B, y en 1998 regresa a Montpellier, donde juega una temporada en la que promedia 15,7 puntos y 6,3 rebotes, logrando además el récord de la temporada de anotación en un partido, consiguiendo 38 puntos. Acabó su carrera profesional jugando 4 partidos en el Angers BC 49.

## Estadísticas de su carrera en la NBA

### Temporada regular
| Año     | Equipo       | PJ  | PT | MPP  | %TC  | %3P  | %TL  | RPP | APP | ROB | TPP | PPP  |
| ------- | ------------ | --- | -- | ---- | ---- | ---- | ---- | --- | --- | --- | --- | ---- |
| 1984-85 | Cleveland    | 36  | 7  | 14.4 | .431 | .500 | .820 | 2.4 | 0.9 | 0.3 | 0.2 | 5.8  |
| 1985-86 | Cleveland    | 17  | 3  | 12.2 | .500 | .000 | .750 | 1.5 | 0.5 | 0.1 | 0.0 | 5.1  |
| 1985-86 | Indiana      | 60  | 27 | 24.5 | .493 | .250 | .658 | 4.1 | 2.3 | 0.9 | 0.1 | 10.4 |
| 1986-87 | Indiana      | 63  | 0  | 11.4 | .473 | .000 | .787 | 2.4 | 0.9 | 0.5 | 0.0 | 5.8  |
| 1987-88 | Indiana      | 74  | 1  | 14.8 | .498 | .000 | .766 | 2.9 | 1.1 | 0.6 | 0.1 | 7.3  |
| 1988-89 | Philadelphia | 82  | 12 | 31.9 | .491 | .182 | .856 | 5.0 | 1.7 | 0.9 | 0.3 | 16.2 |
| 1989-90 | Philadelphia | 78  | 3  | 26.8 | .451 | .143 | .838 | 3.8 | 1.8 | 0.9 | 0.2 | 11.9 |
| 1990-91 | Philadelphia | 82  | 13 | 28.5 | .485 | .209 | .833 | 4.5 | 1.4 | 0.8 | 0.2 | 14.6 |
| 1991-92 | Philadelphia | 82  | 11 | 29.7 | .465 | .331 | .877 | 3.4 | 1.6 | 1.0 | 0.1 | 13.7 |
| 1992-93 | Philadelphia | 69  | 0  | 18.3 | .414 | .325 | .809 | 2.7 | 1.3 | 0.4 | 0.1 | 8.1  |
| 1993-94 | New Jersey   | 11  | 2  | 16.0 | .349 | .333 | .833 | 2.4 | 0.5 | 0.5 | 0.2 | 4.0  |
| 1993-94 | Washington   | 10  | 0  | 18.0 | .465 | .214 | .818 | 2.7 | 1.1 | 0.3 | 0.1 | 5.2  |
| Total   | Total        | 664 | 79 | 22.8 | .471 | .287 | .814 | 3.5 | 1.4 | 0.7 | 0.1 | 10.6 |

### Playoffs
| Año   | Equipo       | PJ | PT | MPP  | %TC  | %3P  | %TL  | RPP | APP | ROB | TPP | PPP  |
| ----- | ------------ | -- | -- | ---- | ---- | ---- | ---- | --- | --- | --- | --- | ---- |
| 1985  | Cleveland    | 2  | 0  | 4.5  | .000 | –    | –    | 1.5 | 0.0 | 0.0 | 0.0 | 0.0  |
| 1987  | Indiana      | 4  | 0  | 6.0  | .500 | –    | –    | 0.8 | 0.0 | 0.0 | 0.0 | 1.0  |
| 1989  | Philadelphia | 3  | 0  | 36.3 | .569 | .000 | .800 | 5.3 | 4.3 | 0.3 | 0.7 | 20.7 |
| 1990  | Philadelphia | 10 | 0  | 25.6 | .430 | .600 | .967 | 3.7 | 1.4 | 0.4 | 0.0 | 11.2 |
| 1991  | Philadelphia | 8  | 0  | 27.9 | .398 | .200 | .895 | 2.6 | 2.4 | 0.8 | 0.0 | 11.0 |
| Total | Total        | 27 | 0  | 23.0 | .444 | .364 | .926 | 3.0 | 1.7 | 0.4 | 0.1 | 9.9  |